# Kaypro

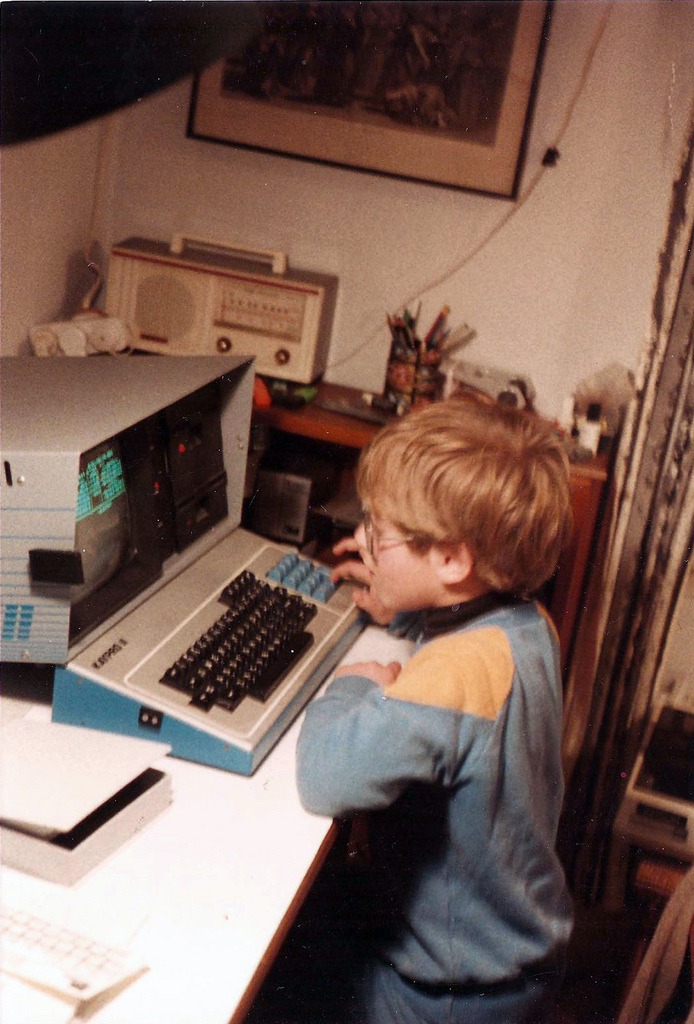
Jongen in werkkamer van zijn opa met een Kaypro II, Israel, 1984

Kaypro was een bekende producent van personal computers in de jaren 80, gevestigd in San Diego. Kaypro was in meerdere landen marktleider in de periode dat CP/M het belangrijkste besturingssysteem voor computers was. Met een gewicht van 13 kilogram was een Kaypro portable licht in gewicht in vergelijking met de in die tijd gebruikelijke grote computersystemen. Met introductie van de laptop verandere de naam van draagbaar in vervoerbare computer.

## Techniek
Het bedrijf Kaypro (voorheen Non-Linear Systems), was in eerste instantie producent van laboratoriumtestapparatuur, en werd door Andrew Kay (de uitvinder van de digitale voltmeter) opgericht in 1952. Toen men later computers ging maken hadden die ook het ontwerp van zo'n voltmeter, met de metalen kast, en een toetsenbord dat kon worden opgeklapt en ingehaakt voor het scherm. De computers waren niet voorzien van accu's omdat deze het apparaat te zwaar zouden maken, en waren afhankelijk van netstroom.
Het eerste model, de Kaypro II, kwam uit in 1982, en kostte in de VS $1795,00. De machine was voorzien van een 2,5 MHz Zilog Z80 processor, net als de draagbare Osborne 1, die model had gestaan voor de ontwikkeling. Er was geen harde schijf, de benodigde programma's werden via floppydisks geladen in een 64 kb RAM geheugen en daar werd ook de geschreven data opgeslagen. De opstarttijd van de Kaypro II vanaf het moment dat de floppydrive werd gesloten tot aan het volledig opstarten van het besturingssysteem was 5 tot 6 seconden. Het was de eerste draagbare computer met een metalen kast, in de loop van 1983 werd de prijs verlaagd tot $1595,00. Kaypro verkocht op dat moment meer dan 10.000 exemplaren per maand, en was daarmee voor korte tijd nummer vijf op de lijst van grootste computerfabrikanten ter wereld.

## Ontwikkelingen

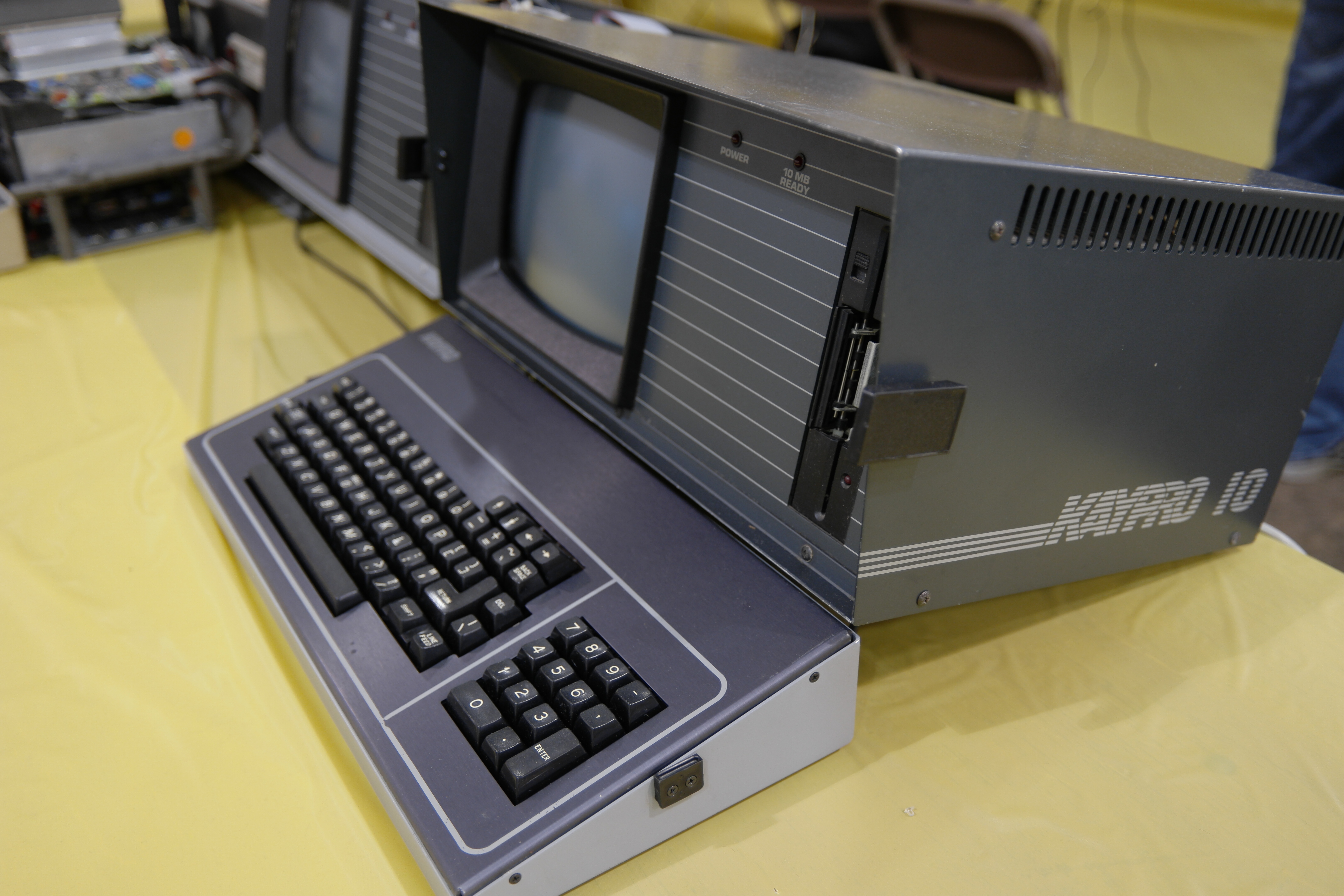
Een Kaypro 10

De Kaypro II werd geleverd met diverse software, zoals PerfectWriter, PerfectCalc, PerfectFiler, PerfectSpeller en een BASIC-compiler. Daarnaast werden wat eenvoudige implementaties van bekende spellen als Star Trek, Donkey Kong en Pac-Man geleverd, waarbij de spelonderdelen in ASCII-tekens werden weergegeven. Het bekende "happertje" van Pac-Man werd gerealiseerd door afwisselend een hoofdletter en kleine letter "C" te laten zien.
De Kaypro 2, die slechts in bijgeleverde software verschilde van de II, had 64 kB RAM, en twee 180 kB 5¼" floppydrives. Het scherm was een 80 kolommen monochrome 9 inch CRT, en CP/M was het standaard besturingssysteem. Bij de machine werden applicaties geleverd zoals WordStar voor tekstverwerking, SuperCalc als rekenbladprogramma, Microsofts BASIC-interpreter, een eigen BASIC-compiler en dBaseII als databaseprogramma.
Het uitwisselen van gegevens tussen de applicaties kon eenvoudig met CSV-bestanden, een formaat waarbij gegevens, door komma's gescheiden, in een tekstbestand worden opgenomen. De bijbehorende handleidingen hadden een lage instapdrempel, en de programmatuur werkte intuïtief.
Vanwege de bijgeleverde software, waarvan de prijs bij afzonderlijke aanschaf hoger zou zijn geweest dan de computer zelf, werd Kaypro een bijzonder populair systeem, zowel voor professioneel als voor thuisgebruik.
De opvolger van de Kaypro 2 was de Kaypro 10, met een 10 MB harddisk en een enkele floppydrive.

## Gebruik

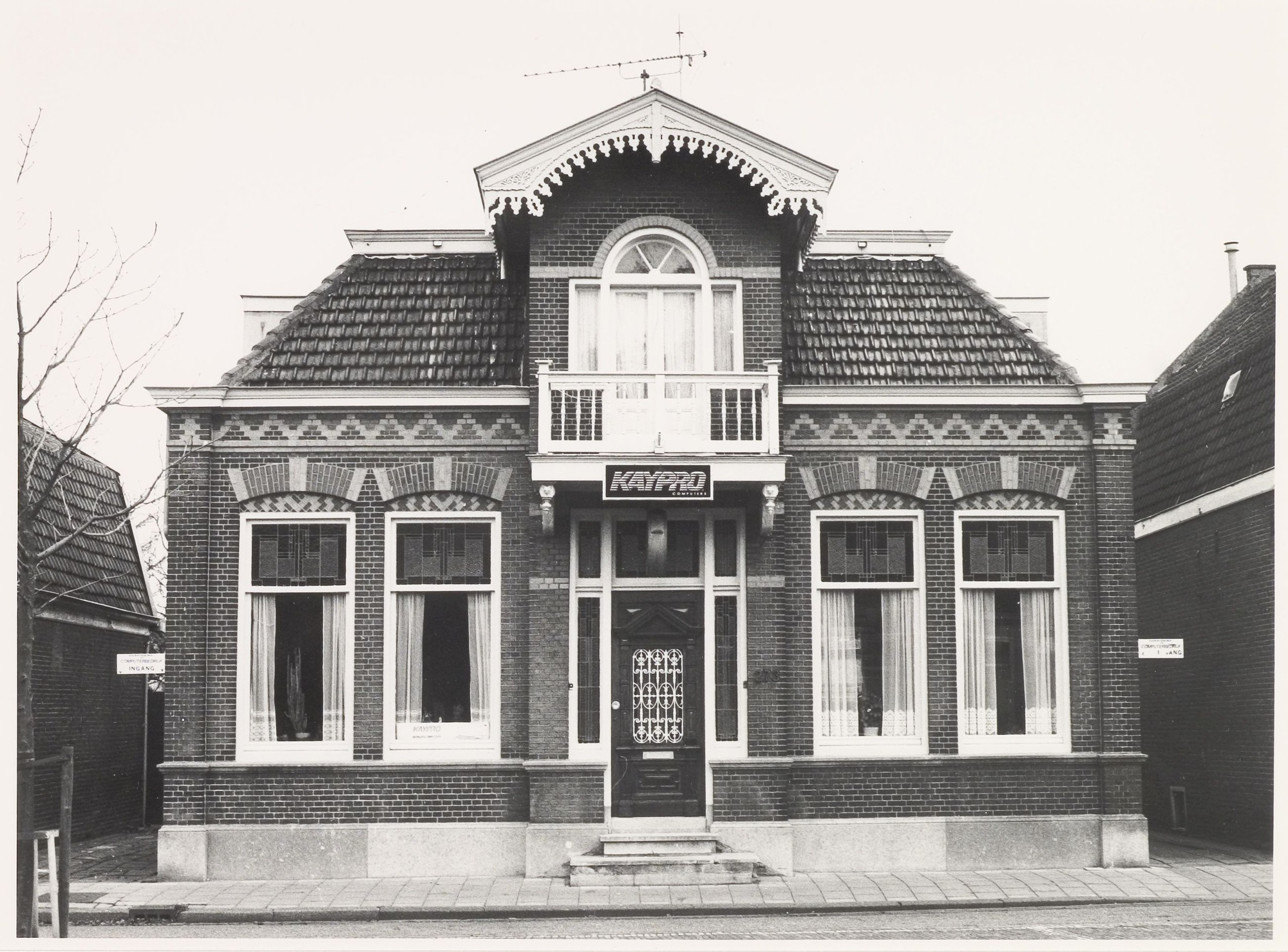
Importeur Kaypro computers, Alkmaar

In Nederland waren de eerste gebruikers vooral mensen in beroepen en wetenschap. Emeritus-hoogleraar Van Winter vertelt in een interview dat de andere professoren op haar neerkeken toen ze als eerste in de 1980er jaren met een Kaypro ging werken. Wetenschappelijk werk schreef je met de pen, het tikwerk deden de echtgenotes.
Een beroemde gebruiker was de Britse schrijver Arthur C. Clarke die zijn science-fictie roman "2010" op de Kaypro schreef.

## Zakelijke neergang en faillissement
Bij de opkomst van MS DOS bleek Kaypro te laat in te haken. Zij zagen nieuwkomer Compaq met een complete draagbare MS-DOS-computer op de markt komen die erg leek op de Kaypro-portables, maar wel bijna 100% IBM-compatibel was. IBM-compatibiliteit was het toverwoord voor computerverkopen in het MS-DOS-tijdperk. Kaypro hield nog enkele jaren stand, maar kon het verloren terrein niet terugwinnen. In 1990 werd een "Chapter 11" faillissement aangevraagd, waarbij een bedrijf in nood de kans krijgt zijn activiteiten te reorganiseren onder supervisie van een faillissementsrechter. In 1992 ging Kaypro failliet, en de overgebleven bedrijfsonderdelen werden in 1995 verkocht voor $2,7 miljoen.